# Варваринка (Оренбургская область)
Варваринка — село в Тюльганском районе Оренбургской области в составе Алмалинского сельсовета. 

## География
Находится на расстоянии примерно 32 километров по прямой на север-северо-восток от районного центра поселка  Тюльган.

## История
Село основано в 1856 году и названо в честь владелицы Варвары Мансуровой.  

## Население
Население составляло 84 человека в 2002 году (русские 45%, башкиры 46%), 60 по переписи 2010 года.